# Lactarius latifolius
Lactarius latifolius é um fungo que pertence ao gênero de cogumelos Lactarius na ordem Russulales. Foi descrito cientificamente pela primeira vez pelos franceses Roger Heim e Goossens-Fontana em 1955.